# Као-и-данг
Као-и-данг (тайск. เขาอีด่าง, кхмер. ខាវអ៊ីដាង) — бывший лагерь для камбоджийских беженцев, действовавший на территории Таиланда в 1979—1993 гг. Располагался в 20 км к северу от города Араньяпратет в провинции Прачинбури вблизи тайско-камбоджийской границы. Находился в ведении Министерства внутренних дел Таиланда УВКБ ООН.